# Тернівський професійний гірничий ліцей
Тернівський професійний гірничий ліцей — державний професійно-технічний навчальний заклад у м. Тернівка Дніпропетровської області.

## Історія
У 1968 році при розвитку підприємств вугільної промисловості Західного Донбасу виникла крайня необхідність у підготовці кваліфікованих робітничих кадрів, саме тоді й почалася історія нового навчального закладу — професійно-технічного училища № 41 м. Тернівка.
Перші роки функціонування училища освоювали, зводили, розвивали вперті цілеспрямовані, самовіддані люди, Професіонали з Великої літери і про них повинні знати наші земляки.
Це перші директора училища:
1968 рік — А. І. Безуглий
1969 рік — В. І. Орлов
1974 рік — В. А. Харченко
1976 року — Б. М. Пакуля
Небаченими темпами розвивався новий шахтарський регіон, в неймовірно складних умовах ставали до ладу нові шахти і, не відстаючи від старших товаришів, ПТУ № 41 м. Тернівка успішно ставало кузнею кваліфікованих кадрів шахтарських професій для виробничого об'єднання «Павлоградвугілля».
1979 році під чолі училища стає вимогливий та ініціативний директор Мохначов В. І. училище стає авторитетним навчальним закладами зі своїми традиціями, про які знають далеко за межами не лише Дніпропетровської області, а й за межами Радянської України. Саме в цей час в 1981 році за високі показники діяльності училище було нагороджено Дипломом «Найкраще професійно-технічне училище СРСР», а в 1982 році училищу було присвоєно звання «Лауреат премії ВЦРПС».
У 1989 році керівництво училищем Мохначов В. І. передав провідному спеціалісту — викладачеві спеціальних дисциплін Вісоновой Е. А.
І навіть у ті важкі застійні роки, завдяки патріотичної відповідальності інженерно-педагогічного колективу під керівництвом Вісоновой Е. А. вдалося зберегти матеріальну базу та педагогічний потенціал навчального закладу.
П'яту частину видобутого в Україні вугілля забезпечують шахтарі ПАТ «ДТЕК Павлоградвугілля».
Новітня техніка та технології у вугільній промисловості ставлять завдання у формуванні нового кваліфікованого працівника — професійно мобільного, затребуваного на ринку праці.
З 1999 року ліцей очолює творчий, ініціативний і креативний директор — Сайфієв С. Ф. Він не тільки зберіг багаторічні традиції навчального закладу, а й створив програму модернізації, спрямовану на розвиток, удосконалення навчально- виробничого процесу та його матеріальної бази.
Саме тому, в 2003 році ПТУ № 41 отримало можливість підвищити свій професійний статус і стати професійно — технічним навчальним закладом II рівня акредитації. Так, ПТУ № 41 м. Тернівка було реорганізовано в Тернівський професійний гірничий ліцей.
Реалізація цієї програми сприяє формуванню та удосконаленню професійних навичок учнів та їх компетентності в умовах сучасних вимог ринку праці, економічної доцільності та ефективності функціонування ліцею, зростає авторитет навчального закладу.
За період існування ліцею було підготовлено більше 26 тисяч висококваліфікованих робітників для підприємств вугільної промисловості, громадського харчування та комунальної галузі.
Уважно вдивляючись в історію ліцею розумієш, що всі досягнення ліцею — це узгоджена і професійна робота педагогічного колективу, який у своїй роботі використовує новітні досягнення науки і техніки і впродовж усіх довгих років дарує тепло своїх сердець, щедрість помислів, вчать бути затребуваними фахівцями і гідними громадянами совій країни.

## Випускники
- Савенков Олександр Володимирович (1988—2014) — старший солдат Збройних сил України, учасник російсько-української війни.
- Ямщиков Юрій Олександрович (1991—2015) — солдат Збройних сил України, учасник російсько-української війни.